# Климентов, Ивайло
Ивайло Климентов (родился 3 февраля 1998 в Батаке, Болгария) — болгарский футболист, полузащитник болгарского клуба «Добруджа».

## Клубная карьера
Ивайло Климентов заключил профессиональный контракт с клубом «Лудогорец» в 2014 году, после того как прошел футбольные школы испанских «Валенсии» и «Химнастика».
Дебютный матч в составе болгарского клуба полузащитник провел 17 марта 2016 в игре против «Ботева». Сезон 2017/18 Климентов начал в составе второй команды «Лудогорца».
Первый гол Ивайло забил 20 мая 2018 года в последнем матче чемпионата и был номинирован на лучшего игрока матча.
6 июля 2018 года полузащитник отправился на один сезон в аренду в «Витошу».
В июле 2022 года Ивайло Климентов подписал двухлетний контракт с командой «Спартак (Варна)». Год спустя контракт был расторгнут и Климентов стал свободным агентом.
17 октября 2023 года Климентов присоединился к болгарскому клубу «Добруджа» из Второй лиги. 13 ноября он забил свой первый гол за клуб в игре с командой «Монтана».

## Достижения

### Лудогорец
- Чемпионат Болгарии: 2015/2016, 2016/17, 2017/2018

### ЦСКА 1948
- Вторая лига Болгарии: 2019/20